# Спів про Саву Чалого
Спів про Саву Чалого (Дума про Саву Чалого) — народні пісні про Саву Чалого, що набули поширення в ХІХ ст. в Україні та Польщі. У народі побутували різні варіанти пісень, які увійшли до збірників «Малороссийские песни» (1827), «Украинские народне песни» (1834) Михайла Максимовича, «Запорожской старины» (1833—1834) Ізмаїла Срезневського, «Старосветский бандуриста» (1860) Миколи Закревського, п'ятого тому «Трудов этнографическо-статистической экспедиции в Западно-Русский край» (1874) Павла Чубинського, «Народные песни Галицкой и Угорской Руси» (1878) Якова Головацького та ін.

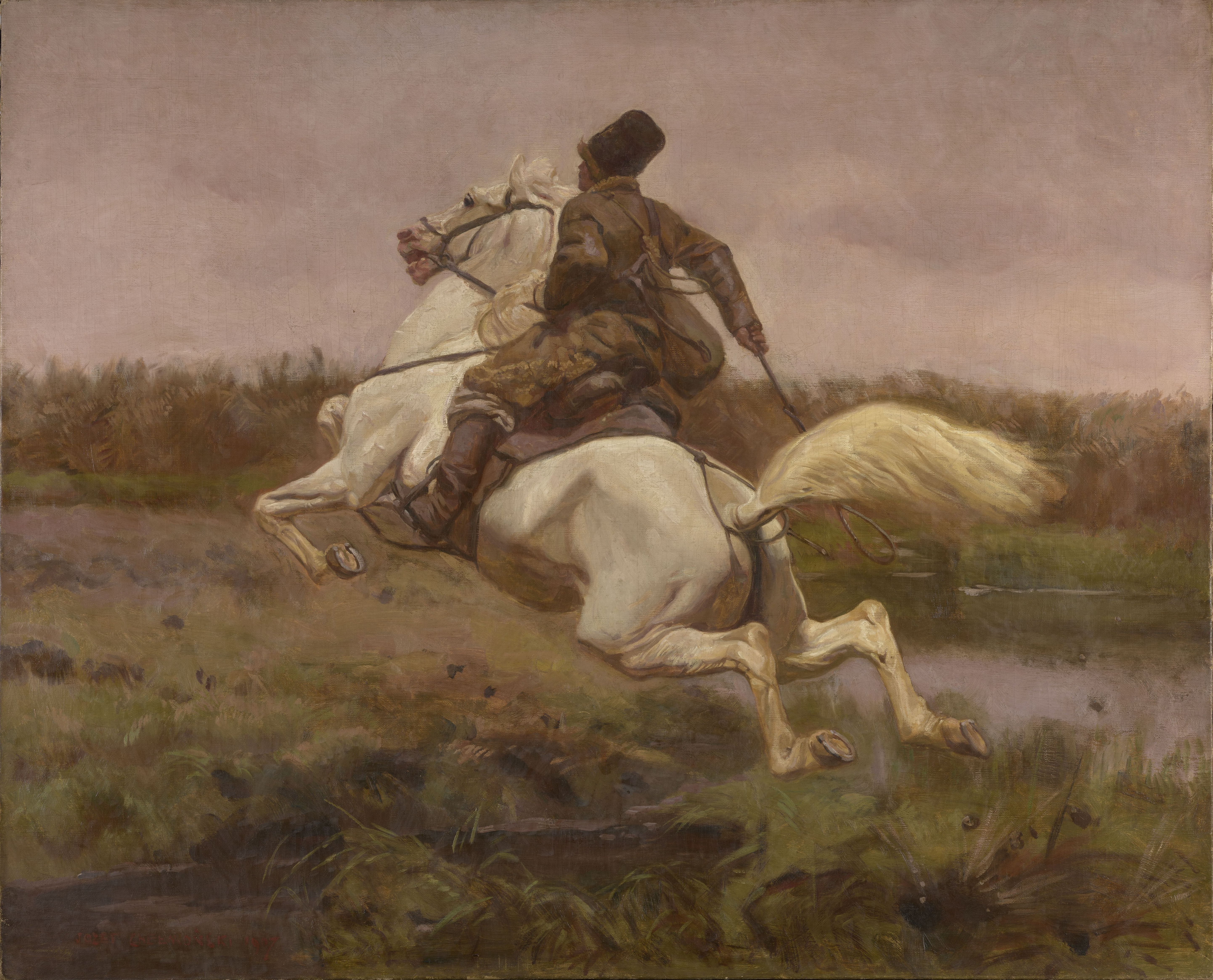
Козак на коні

Козацька дума про гайдамацького ватажка та козацького полковника Саву Чалого, страченого козаками за зраду, була записана Миколою Лисенком від Франца Відорта і опублікована в статті «Народні музичні струменти на Вкраїні».
Спів став одним із джерел драми І. К. Карпенка-Карого «Сава Чалий». Софія Тобілевич, дружина письменника, у спогадах зазначала: «Народна дума про Саву Чалого збудила в Івана Карповича цікавість до кращого обізнання з тим періодом історії України, в який міг діяти ватажок-гайдамака, що зрадив народній справі… Багато і довго міркував письменник над темою, над розгортанням сюжету трагедії людини, яка в своєму серці мала вірність і любов до батьківщини, а проте пішла хибним шляхом».

## Виконавці
Пісню виконують Микола Будник, Володимир Кушлет, козак Шапа, кобзар Микола Товкайло , Тарас Компаніченко.

## Варіант пісні Е.Сакуна
Один з варіантів співу був зібраний і упорядкований Е. Сакуном та надрукований у львівському часописі ПРАВДА за 15 квітня 1872 року. У передмові до пісні він зазначав, що «Спів про Саву Чалого знаходиться у всіх збірниках українських дум и пісень, але у кожному збірнику він надрукований тільки уривками, так що оповідається тільки одна частина пригоди». Автор пояснює, що, добравши матеріал із різних збірників, можна створити ціле оповідання. З різних уривків і склався досить повний спів про Саву Чалого.

## Спів про Саву Чалого
1 .

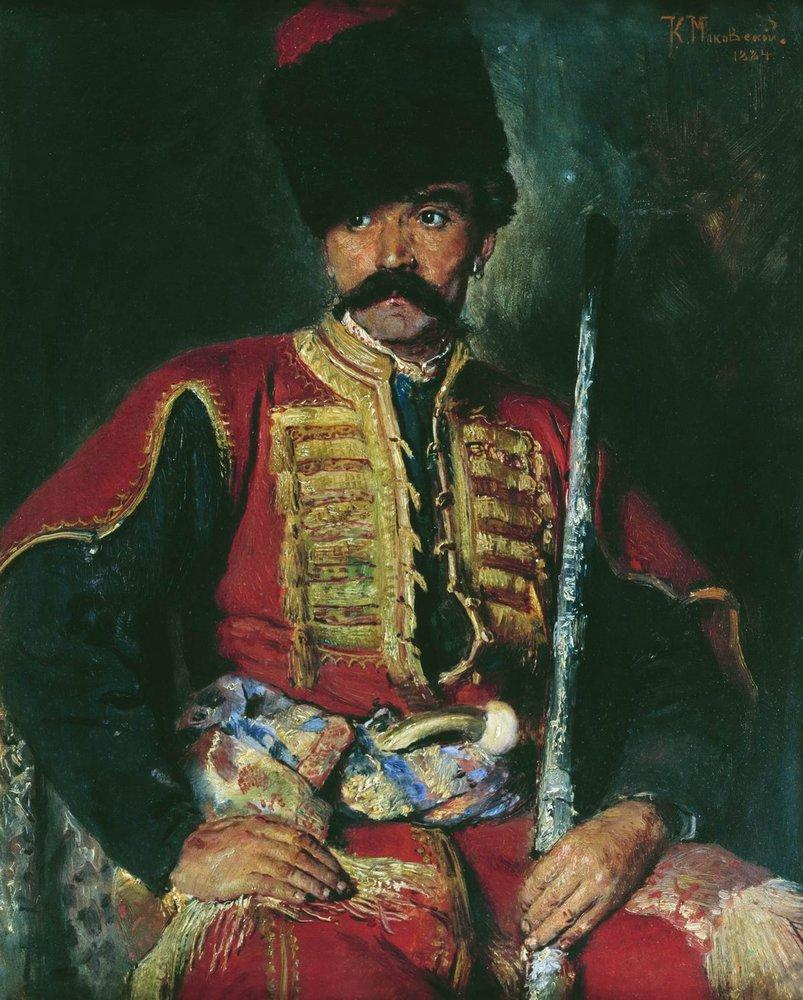
Козак

Ой був в Січі старший козак на прізвище Чалий; 

 

Вигодував сина Саву козакам на славу

 

Не схотів же та той Сава козакам служити ,

 

А схотів він у Ляшеньків слави залучити

 

Та поіхав до Варшави служби виправляти :

 

Став з Ляхами пресвятиі церкви руйнувати

 

Уклонився в Полщу Сава, а щоб паном жити —

 

Став козаків-Зопорозців по степах ловити.

          

Ой пан Сава не ів сала, а все паляниці ,

 

Ой не кохав Сава дівчат, а все молодиці;

 

Не козаків кохав Сава, а все катилики,

 

Згубив же він свою віру з Ляшками на віки.

 

Ой став же той та пан Сава Ляхів послухати

 

По гряницях запорозькі ґарди руйнувати.

 

Нахвалялись Запорозці Саву одвідати —

 

В єго жінки Настасиі у куми ставати

 

А пан Сава добре дбає на іх не вважає ,

 

Та до сучки до Улитки в куми закликає. 

 

2 .

 

Збіралися Запорозці, у раду схожали,                                                                                      

Та про Саву промиж себе стиха рахували.“

 

Усі прийшли, усі прийшли, не має єдного :

 

Ой немає батька в раді — Чалого старого.

 

А наш батько, пан кошовий, гінця посилає :

 

„Ой чом тебе, старий Чалий, у раді не має ?“

 

„Ой чого-ж міні, панове, до ради ходити,

 

Що хочете мого сина на віки згубити?

 

Хоч він пристав до Ляшеньків, та все ж син мій милий.

 

Ой чого ж ти до нас, сину, став бардзо спісивий ?“

 

„Ой спісивий, не спісивий,” батьки кажуть, „Сава,"

 

Та не добра, зурівочна стала єго слава:

 

Що не тільки, що пан Сава та церкви руйнує,

 

Ай з бісами поєднався — бардзо знахорує.

 

Ой у твого сина Сави и військо й гармати —

 

Не май єго, старий Чалий, всею Січчю взяти.

 

Ой чи бачиш, старий Чалий, що твій Сава робе:

 

Де впіймає Запорозця, то в кайданах воде.

 

А наш батько, пан кошовий, по козаках туже —                                               

 

Ой хто б піймав пана Саву, сам єму послуже.

 

Каже Чалий : „мого сина ніхто з вас не влове,

 

Хіба Гнатко з Кравчиною до себе підмове..

Ой ти Гнатку, ти Кравчино, ти всі шляхи знаєш,                                                                                                                                             

 

Ой чом же ти мого сина до рук не впіймаєш те

 

Обізве ся Гнатко Голий : „добре єго знаю;

 

Ой я того пана Саву одразу впіймаю.“

 

А кошовий ему каже: „як Сави не вловиш,

 

То сам же ти та за єго голову положиш !"

 

А як стали та панове раду розсужати ,

 

Став Гнат Голий з Кравчиною в поход виступати.

3 .

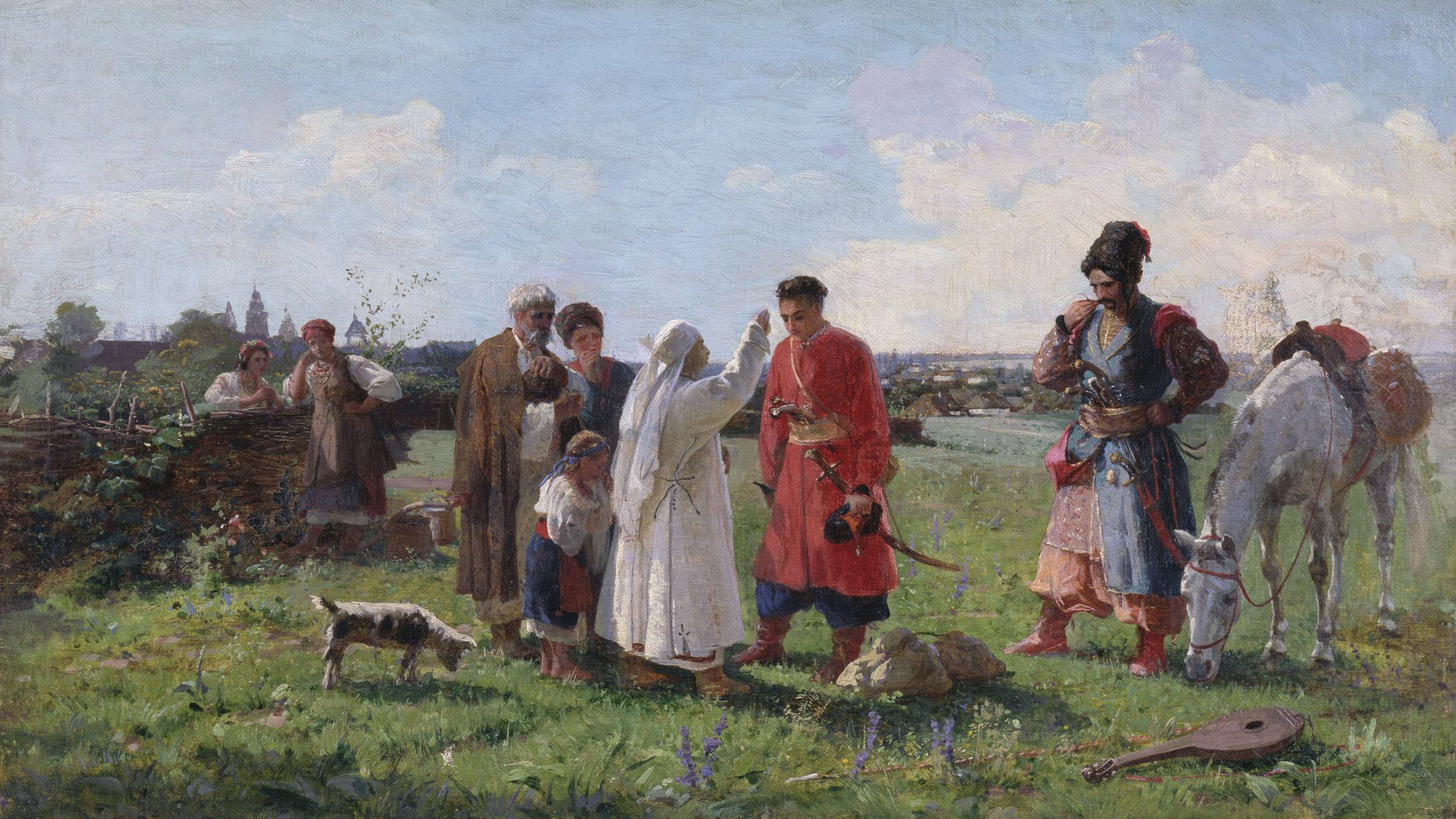
Проводи

Пішов Гнатко з Кравчиною Саву підмовляти, 

 

Як не схоче вернутися, то й смерти предати.

 

А в дорозі стрів іх Литвин, тай став наставляти,

 

А як того пана Саву та до рук піймати :

 

„Ой візміть ви своі землі в чоботи під ноги”.

 

А щоб не знав та пан Сава вашоі дороги.

 

Не звертайте, козаченки, на шлях до удови,”

 

Щоб не дознавсь та пан Сава про вашу умову

 

Не займайте панів „Ляхів,“ каже Литвин стиха;

 

Набудетесь, козаченьки, великого лиха.

 

Не послухав козаченько Литвина старого —

 

Набулися Запорозці лиха великого,

 

Звернув Гнатко з Кравчиною на шлях до удови —

 

Довідались вражі Ляхи іхньоі умови". 

4 .

Ой ще не світ, ой ще не світ и світ не світає

 

А вже Гнатно з Кравчиною коників сідлає.

 

Посідлавши кониченьки, сів горілку пити ,

 

Наіхали у двір Ляхи, що нігде й ступити.

 

Ой сів Гнатко з Кравчиною пива-меди пити ,

 

Стали Ляхи вражі сини у вікна палити.

 

„Здоров, Гнате, здоров, брате, чи сподівавсь мене?

 

Скидай з себе сапян жовтий, надівай на мене.

 

Ой кинувся Лях до лука, а Гнатко до дрюка —

 

Ой потекла в Ляха з вуха крівавая юха.

 

Як вдарили два Ляшеньки навхрест шабельками,

 

Утік Гнатко з Кравчиною по-під рученьками.

 

Біжить Гнатко по-над Богом, хоч зімная роса —

 

Єдна нога у сапянці, а другая боса.

Біжить Гнатко по-над Богом — чорний ворон кряче ;

 

Оглянеся назад себе,  Кравчинонька плаче :

 

„Постій, Гнате, постій, брате, порятуй ти мене :

 

Поздирали вражі Ляхи жупани из мене.“

 

Прибігає до матері; „сховай мене, нене,

 

Бо у місті у Брацлаві пригода на мене."

 

— „А бач, Гнате, а бач, синку, не поможе й мати:

 

Було б тобі Жидів кінчать, Ляхів не займати.“

 

Не слухав козаченько, на Кравчину гляне —

 

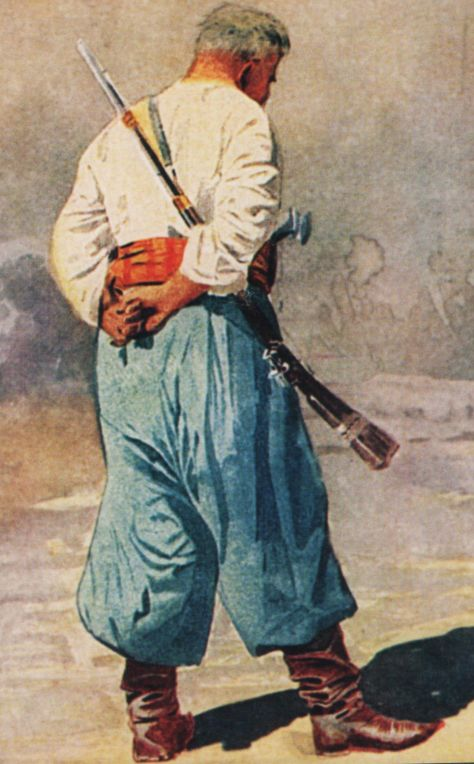
Козак

„Буде, Саво, з твого добра хлопцям на жупани !"

 

Не боітця козаченко ні грома, ні тучі —

„Буде, Саво, з твого добра хлопцям на на онучі                                                                                                                                                  

 

Не слухає козаченько матері староі :

 

„Ой хто хоче Саву піймать той піде зо мною !

 

Хто не схоче, а хто й схоче на коника скоче...

 

Засядемо пана Саву темненькоі ночі !"

 

Пішов Гнатко з Кравчиною по-над Богом тихо,

 

Та нікому наказати : буде Саві лихо !

 

Пішов Гнатко туманами — хоч виколи очі —

 

Засідають пана Саву темненькоі ночі. 

5 .

Ой був Сава в Немирові в Ляхів на обіді;

 

Не зна Сава, не відає о сві' й тяжкій біді.

 

„Чогось мені, пани брати, мед-вино не пєся,

 

Печаль-туга коло серця як гадина вєся.

 

Печаль-туга коло серця вєся, не ввіймеся —

 

Десь на мене молодого бідонька кладеся.

 

Ой щось міні, пани брати гуляннє не легке !...

 

Заворожи, стара пані, чи Гнатко далеко ?“

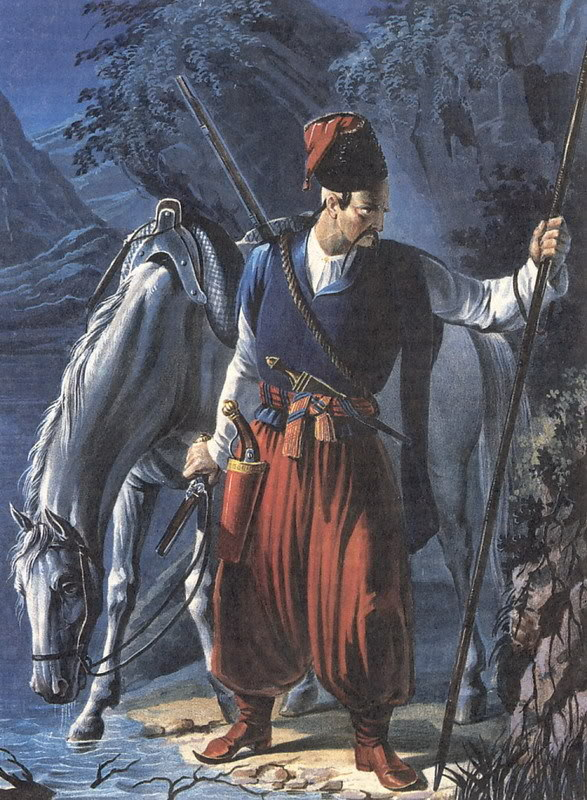
Запорожець

— „Та пий, Саво, та пий, Саво, з панами -ляхами:                                                                                                                                             

 

„Гаразд, гаразд, моя пані, що ті гайдамаки*

 

Десь далеко в своіх землях... то й будем гуляти.“

 

Ой пє Сава та гуляє, ляхом вирубає,

 

А до єго молодого гінець приіжджає.

 

„Здоров, Хомну, здоров, джуро, чи все гаразд дома

 

— „Протоптана, пане, стежна до вашого двору.

 

За все гаразд, за все гаразд, єдно тілько страшно:

 

Виглядають гайдамаки из-за гори часто.“

 

„Нехай вони виглядають ! Я ж іх не боюся :

 

Хіба нема в мене війська ? ! Я не забарюся.“

 

Ой гукає та пан Сава, сидючи за столом :

 

„Не бійтеся стрічатися из тим Гнатом Голим !"

 

Ой гукає та пан Сава до темного гаю :

 

„Наіжджайте, гайдамаки, — сам вас закликаю!

 

Сідлай, хлопче, коня мого, а собі другого. —

 

Поідемо оглядати ми дому нового.

 

Сідлай, хлопче, коня мого — годі вже гуляти —

 

Поідемо до домоньку, хоч нас небогато.“

 

— „Стоіть, Саво, у наряді твій кін у станочку,

 

Не ість вівса, не пє води, схилив головочку." 

6 .

Ой поіхав та пан Сава битими шляхами ,

 

За ним Гнатко з Кравчиною степом-манівцями.

 

Стоіть явір над водою, верхом исхилився;

 

Іде Сава з Немирова, тяжко зажурився.

 

„Щось над нами, пани брати, чорний ворон бєся,

 

Підо мною ворон коник и спотикаєся.

 

Ой минаймо, пани брати, ми гору крутую :

 

Щось віщує чорний ворон пригоду тяжкую.

 

Ой минаймо пани брати, долину глибоку;

 

Наганяє вітер хмари з московського боку!"

 

Ой приіхав та пан Сава та до свого двору.

 

Питався челядоньки : „чи все гаразд в дому ?“ ,

 

— „Гаразд, гаразд, пане Саво, а краще з тобою ,

 

Як ми тебе побачимо на воронім коню.

 

а все гаразд, та все гаразд и все хорошенько ,

 

Та підходять під самий двір козаки частенько.

 

Та все гаразд, та все гаразд и добра година:

 

Ваша пані Настасія породила сина.

 

Та все гаразд, пане Саво, та щось на нас буде :

 

Щось у наших нових хатах сивий голуб гуде !"

 

— „Нехай гуде, нехай гуде, не того боюся:

 

Як згадаю про нову Січ, то ввесь издрігнуся.“

 

Ввійшов Сава до світлиці, не скрипнув дверима.

 

Пильно-сумно поглядає на жінку й на сина.

 

Ой сів Сава кінець столу, розкинув ворожки :

 

Таки буде, вражий Гнатко чорноі дорожки !“

 

Ой сів Сава, зажурився, схилився до столу :

 

„Ой ти, доле моя, доле, щербатая доле!"

7 .

Сидить Сава кінець столу, думає-гадає ; ,

 

Молодая Настасія дитину купає.

 

Ой пан Сава из-за столу хлопця прикликає —

 

Молодая Настасія важенько здихає.

 

„Піди, хлопче, до пивниці та вточи горілки

 

Най ся напю за здоровє хорошоі жінки.

 

Піди, хлопче, до пивниці, уточи мі вина,

 

Нехай же ми та випємо за здоровє сина.

 

Піди, хлопче, до пивниці та уточи меду:

 

Ой щось міні трудно-нудно, голови не зведу !"

 

Не встиг хлопець, не встиг малий з стіни ключів зняти, —

 

Став Гнат Голий з Кравчиною ворота ламати.

 

Ой сів Сава кінець столу, дрібні листи пише,

 

Молодая Настасія дитину колише:

 

„Люлі-люлі, люлі-люлі, вродливий синочку,

 

Нехай ляжу та спочину, зложу головочку.“

 

Пішов хопець, пішов малий замків відмикати ,

 

Став Гнат Голий з Кравчиною у двір уіжджати.

 

Ой відчине та пан Сава віконце від ринку —

 

А вже ж тиі гайдамаки блукають по сінку.

 

Не встиг хлопець відімкнути глибоку пивницю,

 

Обступили козаченьки довкола світлицю

 

Сидить Сава кінець стола,листоньки читає ,

 

Молодая Настасія плаче та ридає.

 

„0й як скінчу дрібних листів, то й спатоньки ляжу."

 

А щось ему під віконце: „добривечір,“ каже

 

Не встиг хлопець, не встиг малий замкнути пивниці,

 

Ускочили козаченьки у саму світлицю

 

А ще ж тая челядонька на поріг ступає ,

 

А вже Гнатко пану Саві чолом оддаває.

8 .

„Чолом, чолом, пане Саво, як ся собі маєш ?

 

Сидиш собі в світличонці, вино попиваєш !

 

Помагай-бі, пане Саво, гаразд нам ся маєш !

 

Издалека гостей, маєш, а чим привітаєш ?“—

 

„Приймав би вас пивом-медом — не схочете пити, —

 

Певне мене козаченьки маєте згубити

 

Хіба оттим тебе Гнате буду привітати :

 

Породила жона сина — буду в куми брати."

 

„Не та тепер, вражий сину година настала ,

 

А щоб пани Запорозців та у куми брали.

 

Коби б хотів, пане Саво, нас у куми брати

 

Не ходив би під Бердичів церкви рабувати.

 

Не з тим прийшли ми до тебе, а щоб кумовати,

 

А прийшли ми тобі, Саво, голову відтяти.“

 

— „Ой, панове Запорозці, яка ж то вам слава ,

 

Що у битий перед вами лежатиме Сава ?

 

Якби ви мене, панове, на волю пустили

 

Славу собі найкращую ви б тим залучили.

 

Якби ви мене на волю ми ж себе прийняли ,

 

Славу собі найбільшую ви б тим дарували."

Козаки

„Ой хто бував, пане Саво, в Січі отаманом ,                                                                                                                                                        

 

Не годитця тому бути на Вкраіні паном !"

 

Було б тобі, пане Саво, в Січі пробувати,

 

Не ходити на гряницю ґарди руйнувати.

 

Не частуй нас пивом-медом ище горілкою —

 

Прощавайся, вражий сину, з своєю жінкою.

 

Ой умів ти від Ляшеньків подарунки брати ,

 

З умій тепер Запорозцям відповід давати.

 

Ой веди нас, пане Саво до новой комори,

 

Та віддавай, вражий сину, козацькі убори.

 

А де ж твоі, пане Саво сукні, едомашки,

 

Що ти нажив, вражий сину, з козацькоі ласки ?

 

А де ж твоі, пане Саво, коштовні отласи,

 

Що іх набрав по Вкраіні жінці на пояси

 

А де ж твоі, пане Саво, битиі таляри,

 

Що іх набрав по Вкраіні, водячи затяги

 

А де ж твоя, пане Саво, ясненькая зброя ?

 

Ось-де висить на кілочку, але вже не твоя !

 

Годі тобі, пане Саво, годі воювати...

 

Не йти було б из Ляхами, нас не дратувати."

 

Ой як зскоче та пан Сава из-за свого столу...

 

Ухопили пана Саву за правую полу,

 

Ой кинувсн та пан Сава до ясноі зброі...

 

„Почекай-но, пане Саво, то не в чистім полі !

 

Ой кинувся та пан Сава до гострого меча. 

 

Ухопили пана Саву з-під лівого плеча.

 

Ой вдарився та пан Сава об полу рукою:

 

„Прийшлось мені погибати з сином и з жоною.

 

Ой вдарився та пан Сава об поли руками,

 

Оглянеся позад себе — тече кpoв річками.

 

Ой кинувся та пан Сава з світлиці до двору ;

 

Ой підняли пана Саву на три списи вгору.

 

Не досягнув та пан Сава де своі булави :

 

Положили пана Саву на дубовій лаві.

 

„От-се тобі, пане Саво, за твоі ужитки ,

 

Щоб не кликав нас у куми до сучки Улитки !"

 

Зашуміла шабелечка, як в лісі прутинка;

 

Зосталася тай по Саві молодая жінка.

9 .

А Савиха молодая в вікно утікала,

 

До свові челядоньки нишком промовляла:

 

„Рятуй, рятуй, челядоньку, малую дитину —

 

Будеш жити-панувати, коли не загину.

 

Заховалася Савиха за гору крутую;

 

Утікала — проклинала годину лихую.

 

А вірная челядонька дитину сховала,

 

Своій пані Настасіі звістку подавала.

10 .

А ще не світ, а ще не світ и світ не світає ,

 

А вже Гнатко з Кравчиною коники сідлав.

 

Вони дуван дуванили, в поход виступали,

 

За жупани пану Саві бардзо дякували.

 

Вернувсь Гнатко з Кравчиною до Січі додому,

 

А що були — росказали батькові старому.

 

Ой заплакав старий Чалий по своєму сину:

 

„Краще було б не родити такую дитину."

 

Не вдалось міні завчасу в Польщі побувати ,

 

Та самого пана Саву в-вічі повидати.

 

Якби зміг я мому сину три слові сказати ,

 

Не змогли б ви пана Саву всею Січчю взяти !"

11 .

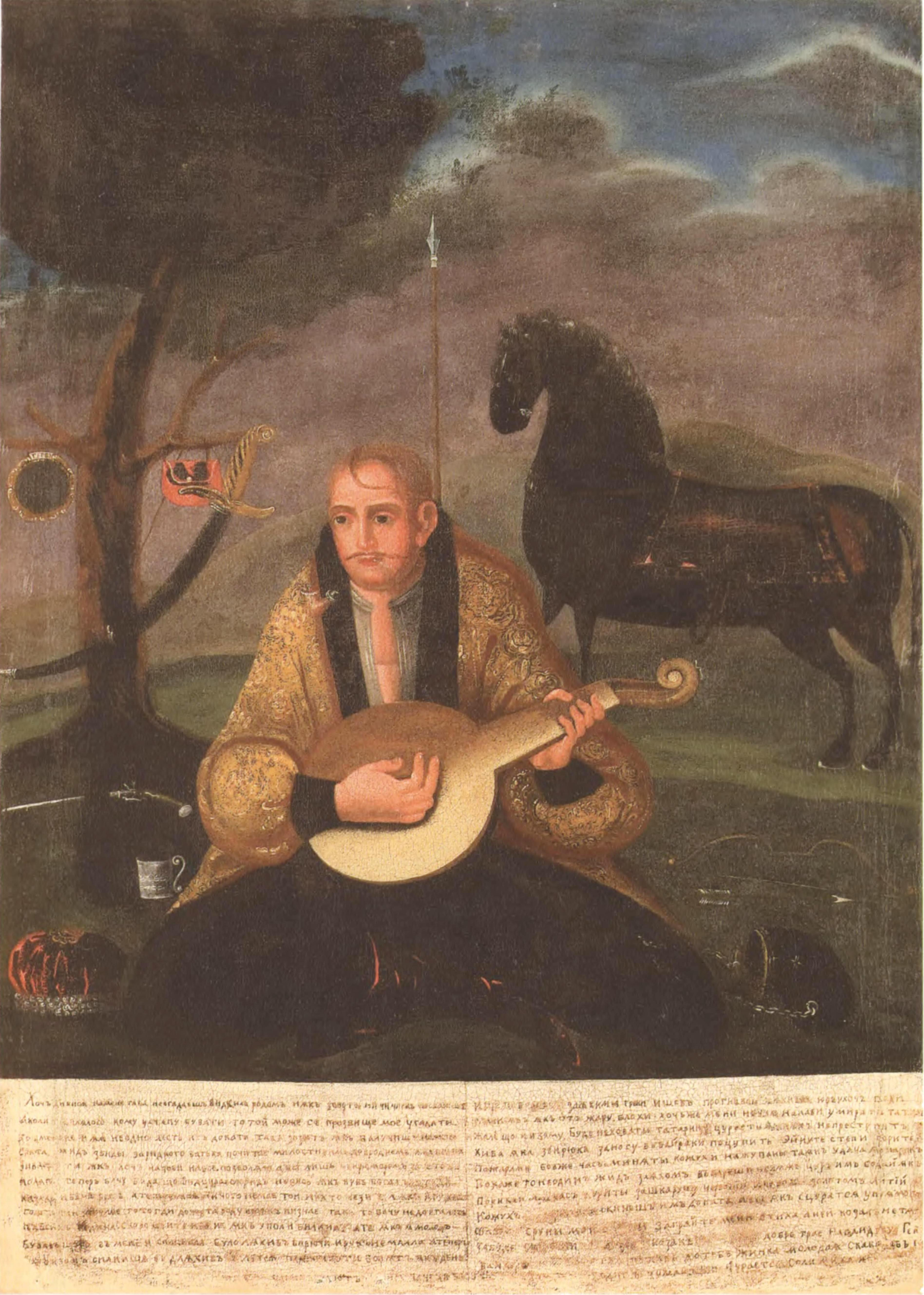
козак Мамай

Спускався козаченько з зелено і кручі, 

 

Жалібненько в кобзу грає, до Савихи идучи:

 

„иди, иди, наша пані, не бійсь, не журися:

Лежить твій пан не прибраний — - иди подивися.

 

Йди, иди, наша пані, з журби не вбивайся —

 

Плаче син твій у колисці: додому вертайся."

 

Верталася Настасія до своєі хати,

 

„Діждетеся, гайдамаки, від сина одплати !"

 

Пригортає Настасія до серденька сина —

 

„Не забуде Запорозців Савина дитина!" 

12 .

Наробили гайдамаки на всю Полщу слави ,

 

Бо вже того пана Саву здіймають из лави.

 

Ой бачили многі люде вкраінську совочку,

 

Що принесла пану Саві смертельну сорочку.

 

Годуй тепер, Настасіє, малую дитину,

 

Бо вже твого пана Саву кладуть в домовину.

 

Зжалься, Зжалься, милий Боже, на бідну удову,

 

Бо вже того пана Саву понесли до гробу.

 

Налетіли из-за Богу вкраінські ворони;

 

Вже ж по тому пану Саві дзвонять в усі дзвони.